# Taeniophyllum pallidum
Taeniophyllum pallidum är en orkidéart som beskrevs av Rudolf Schlechter. Taeniophyllum pallidum ingår i släktet Taeniophyllum och familjen orkidéer. Inga underarter finns listade i Catalogue of Life.